# The Blood Red Tape of Charity

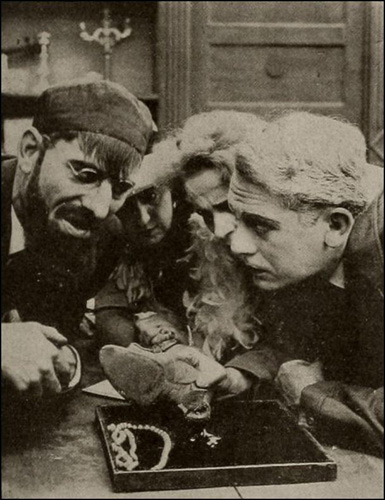
Seul extrait connu du film The Blood Red Tape of Charity (1913)

The Blood Red Tape of Charity est un film muet américain réalisé par Edwin August et sorti en 1913.

## Synopsis
Un ouvrier de lignes télégraphiques, père de famille nombreuse, éprouve des difficultés financières, à la suite d'un accident du travail. Un voleur de la haute société va tenter de lui venir en aide…

## Fiche technique
- Réalisation : Edwin August
- Scénario : Edwin August
- Production : Pat Powers
- Durée : 10 minutes
- Date de sortie : États-Unis : 26 septembre 1913

## Distribution
- Edwin August : William Weldon
- Lon Chaney : Marx